# 千村洋一郎
千村 洋一朗（ちむら よういちろう、1932年 - ）は、日本の教育学者。東京女子体育大学名誉教授。

## 略歴・人物
長野県松本市生まれ。
1954年（昭和29年）、長野県松本県ヶ丘高等学校を経て、
東京大学教育学部卒業
。
東京都教育庁
、
東京女子体育大学教授、短期大学教授を務めたのち、
2001年（平成13年）定年退官。東京女子体育大学名誉教授
。
退官後は、東京都教育委員会社会教育委員を務めた
。

## 著書・共編著
- 『明治・大正期における「精神薄弱」児の教育について-1- 』千村洋一朗著 東京女子体育大学紀要  (通号 30) 1995-03
- 『明治・大正期における「知的障害」児の教育について-2- 』千村洋一朗著 東京女子体育大学紀要  (通号 31) 1996
- 『報告 教育改革をめぐる本学〔東京女子体育大学〕学生の教育意識について－21世紀の教育に向けて』千村洋一朗著 東京女子体育大学紀要 (36) 2001
- 『高等学校教育と父兄負担教育費-東京都の場合』千村洋一朗著　産業教育連盟
- 『指導力不足教員への対応-東京都公立学校の場合』千村洋一朗著　季刊教育法 / エイデル研究所 [編] (129) 2001-06
- 『東京都社会教育委員の会議の助言答申等の概要　上』千村洋一朗著 季刊教育法 / エイデル研究所 [編]　2001.12
- 『東京都社会教育委員の会議の助言答申等の概要　下』千村洋一朗著 季刊教育法 / エイデル研究所 [編]　2002.3
- 『戦後教育行政史料発掘シリーズ（2）－東京都の通牒から見た地方教育行政』千村洋一朗著 季教164
- 『備品消耗品の区分と問題』千村洋一朗著
- 『木曽路のおじいちゃん：千村春雄　木曽路の半生』千村洋一朗著　自費出版 2004